# Stéphane Payen
Stéphane Payen, né le 10 octobre 1972 à Thiais, est un saxophoniste, compositeur et pédagogue français.

## Biographie
Stéphane Payen commence l'apprentissage de la musique et du saxophone à l’âge de 13 ans avec Éric Régnier. Au lycée (Claude Monet, Paris 13ème), sa rencontre avec Annick Chartreux sera par ailleurs déterminante. C’est ensuite en autodidacte qu’il poursuit son apprentissage de l’instrument avant d’étudier avec Éric Barret. Parallèlement, il étudie également avec Serge Adam, Benoît Delbecq et renforce sa formation au cours de stage avec Philippe Chagne, Pascal Gaubert, Franck Steckar, George Russel, Dave Liebman, Richie Beirach, Steve Coleman … De 1991 à 1993, premiers concerts avec des orchestres de salsa et des groupes de funk. En 1993/94, il étudie brièvement au Berklee College of Music avec Bill Pierce (en), George Garzone (en), David Locke, Steve Prosser, Bill Scism … De 1996 à 2000, il dirige ses premiers orchestres, notamment lors de concerts aux Instants Chavirés organisés par l’association Mercoledi & Co (Frédéric Bargeon-Briet, Christine Bertocchi, Éric Chalan, Gilles Coronado, Geoffroy De Masure, Guillaume Orti, Gilbert Roggi). Par la suite, il est membre du collectif Hask (avec Steve Argüelles (en), Benoît Delbecq, Hubert Dupont et Guillaume Orti) jusqu’en 2004 (date de sa dissolution).
Aujourd’hui il est surtout identifié pour son travail avec Thôt (depuis 1996) et The Workshop, (depuis 2011). Plus récemment, il a créé Baldwin En Transit (avec Jamika Ajalon, Mike Ladd, Tamara Singh, Marc Ducret, Sylvaine Hélary et Dominique Pifarély) et a tourné/enregistré avec All Set, quartet qu’il co-dirige avec Ingrid Laubrock ou encore avec Morgan The Pirate (projet en sextet consacré à la musique de Lee Morgan). Parallèlement, il se produit et enregistre en duo avec Guillaume Orti, Daniel Erdmann, avec Print de Sylvain Cathala, avec l’ensemble Nautilis sous la houlette de Christophe Rocher, Twins (avec Fred Jackson Jr, Edward Perraud, Frank Rosaly (en) ou Makaya McCraven (en) dans le cadre du projet The Bridge), le quartet de Doug Hammond, l’Orphicube d’Alban Darche, l’octet Cabaret-Rocher ou encore Izumi Kimura (en), Ronan Guilfoyle (en) ...
Comme compositeur, on le retrouve à la croisée de différentes esthétiques (jazz, musique contemporaine, …). Parallèlement aux répertoires destinés aux ensembles qu’il dirige, Stéphane Payen a notamment écrit Dodecahédron pour le European Saxophone Ensemble (12 saxophones) ou encore Spring Waves pour piano 4 mains (pour le Duo Reynaldo). En 2008, le quatuor de saxophones Xasax créé Game. Il travaille également depuis quelques années à l’arrangement de répertoires de compositeur du XXe siècle tels que Hans Werner Henze, György Ligeti, Charles Ives, Luciano Berio. Son écriture est aussi fortement marquée par certains aspects de la musique carnatique (Inde du Sud), du Sabar (Sénégal) ou encore les musiques pygmées de République Centrafricaine. Il est également compositeur d’œuvres à caractère pédagogique.
Également très actif comme pédagogue, il dirige le département Jazz et Musiques Improvisées du Conservatoire National Supérieur de Musique et de Danse de Paris (CNSMDP). Auparavant, il a notamment enseigné au CRD de Montreuil et au Pôle Aliénor (Poitiers). Par ailleurs, il a coanimé pendant 12 ans (avec Barak Schmool) les F-ire Workshops à City University (Londres) et dirige régulièrement des stages et/ou masterclass en France et à l’étranger (Royal Academy of Music, Sibelius Academy à Helsinki, EJMA à Lausanne, Royal Irish Academy et Newpark Music Center à Dublin, Université Toulouse-Jean-Jaurès).
De 2009 à 2016, il co-dirige la société Independent Border Editions dans le but de créer une base de données internationales et indépendantes pour la préservation des répertoires musicaux. Ce projet a vu le jour en 2022 avec la parution chez In'n Out (structure dont il assure la direction artistique) d'un premier recueil dédié à la musique de composer par Fabrizio Cassol pour le groupe Aka Moon.

## Discographie
Leader :
- 2023 : Baldwin En Transit (Jazzdor Series)
- 2021 : The Workshop #5 Extensions (Onze Heures Onze)
- 2021 : The Workshop #4 In and Out (Onze Heures Onze)
- 2019 : The Workshop #3 More Conversations With The Drum (Onze Heures Onze)
- 2017 : Stéphane Payen Morgan The Pirate (Onze Heures Onze)
- 2015 : The Workshop #2 Music by Doug Hammond (Onze Heures Onze)
- 2015 : The Workshop #1 Conversations With The Drum  (Onze Heures Onze)
- 2009 : Thôt With Words Vol.2 (Thot/2009)
- 2009 : Thôt With Words Vol.1 (Thot/2009)
- 2004 : Thôt Agrandi Work On Axis (Quoi de Neuf Docteur)
- 2000 : Thôt  (Quoi de Neuf Docteur)

Co-Leader :
- 2021 : Stéphane Payen - Ingrid Laubrock 4tet All Set ; avec Chris Tordini et Tom Rainey (RogueArt (en))
- 2021 : Daniel Erdmann - Stéphane Payen Bricabracomaniacs (Yolk Records)
- 2020 : Guillaume Orti - Stéphane Payen Volume I (Diatribe Records)
- 2017 : Twins (The Bridge Sessions)
- 2015 : Olympe Trio Live in Montreuil (Connexe Records)
- 2010 : Makoto Sato/Sanne Van Hek/Stéphane Payen (Naxos No Mix)
- 2003 : Collectif Hask La Nébuleuse (Hask)

Sideman :
- 2018 : 11h11 Orchestra Vol.2 (Onze Heures Onze) – (Onze Heures Onze)
- 2018 : Alban Darche & l’Orphicube The Atomic Flonflons (Yolk Records)
- 2017 : 11h11 Orchestra Vol.1 (Onze Heures Onze) – (Onze Heures Onze)
- 2017 : Doug Hammond Live May Be Blue (Idibib Productions)
- 2015 : Alexandre Herer Audiometry (Onze Heures Onze)
- 2015 : Joe Rosenberg Nonet (Quark Records)
- 2015 : Print Transformations (Connexe Records)
- 2011 : Doug Hammond Rose (Idibid Productions)
- 2010 : Print Live (Great Winds)
- 2010 : Hasse Poulsen Progressive Patriots (Quark Records)
- 2010 : Doug Hammond New Beginning (Futura Marge)
- 2010 : Thierry Marietan Astargallus (Le Petit Label)
- 2009 : Print Around K (Yolk Records)
- 2007 : Push The Triangle Repush Machina (D’autre Cordes)
- 2007 : Print Baltic Dance (Yolk Records)
- 2006 : Jazzophone Yellow Suite  (Yolk Records)
- 2005 : Push The Triangle Push La Machina (D’autre Cordes)
- 2003 : Print A.k.a Dreams (Yolk Records/2003)
- 2000 : Print Isphero (FTM/2000)
- 1998 : Sous Les Pattes du Lion (M&Co/1998)

Invité :
- 2012 : Alexandre Herer Trio Holophonic (Onze Heures Onze)
- 2008 : Ky (Ohrai Records)
- 2008 : Kami Quintet (Kami)
- 2006 : Michel Blanc Le Passage Eclair (D’Autres Cordes)